# Coenosia minimus
Coenosia minimus är en tvåvingeart som beskrevs av Shinonaga 2003. Coenosia minimus ingår i släktet Coenosia och familjen husflugor. Inga underarter finns listade i Catalogue of Life.